# Ilton (Yorkshire)
Ilton est un village de 50 habitants dans le Yorkshire du Nord en Angleterre.